# Igreja de Santo Ângelo em Pescheria
Sant'Angelo in Pescheria/in Pescaria é uma igreja de Roma localizada no rione Sant'Angelo de Roma. "Em Pescheria" faz referência à sua localização próxima do mercado de peixes construído nas ruínas do antigo Pórtico de Otávia. 
O cardeal-diácono da diaconia de Santo Ângelo em Pescheria é Luis Pascual Dri, O.F.M. Cap..

## História
Um sarcófago foi encontrado lá em 1610 com a inscrição: "Hic requiescunt corpora SS. Martyrum Simforosae, viri sui Zotici (Getulii) et Filiorum ejus a Stephano Papa translata." Ela faz referência a São Getúlio, marido de Santa Sinforosa segundo a tradição, e os sete mártires filhos deles. As relíquias de Santa Sinforosa e as de seus sete filhos foram transferidas para a igreja de Santo Ângelo em Pescheria pelo papa Estêvão II em 752. 
O gueto de Roma foi fundado nas proximidades do rione de Santo Ângelo em 1555 por ordem do papa Paulo V e foi abolido em 1870 após a Reunificação Italiana (Risorgimento), tendo suas muralhas demolidas em 1888. O rione, de número XI, foi batizado em homenagem à igreja.

## Interior
Na segunda capela à esquerda estárea um afresco da "Madona com anjos" atribuído a Benozzo Gozzoli (c. 1450).

## Galeria

Imagens da igreja
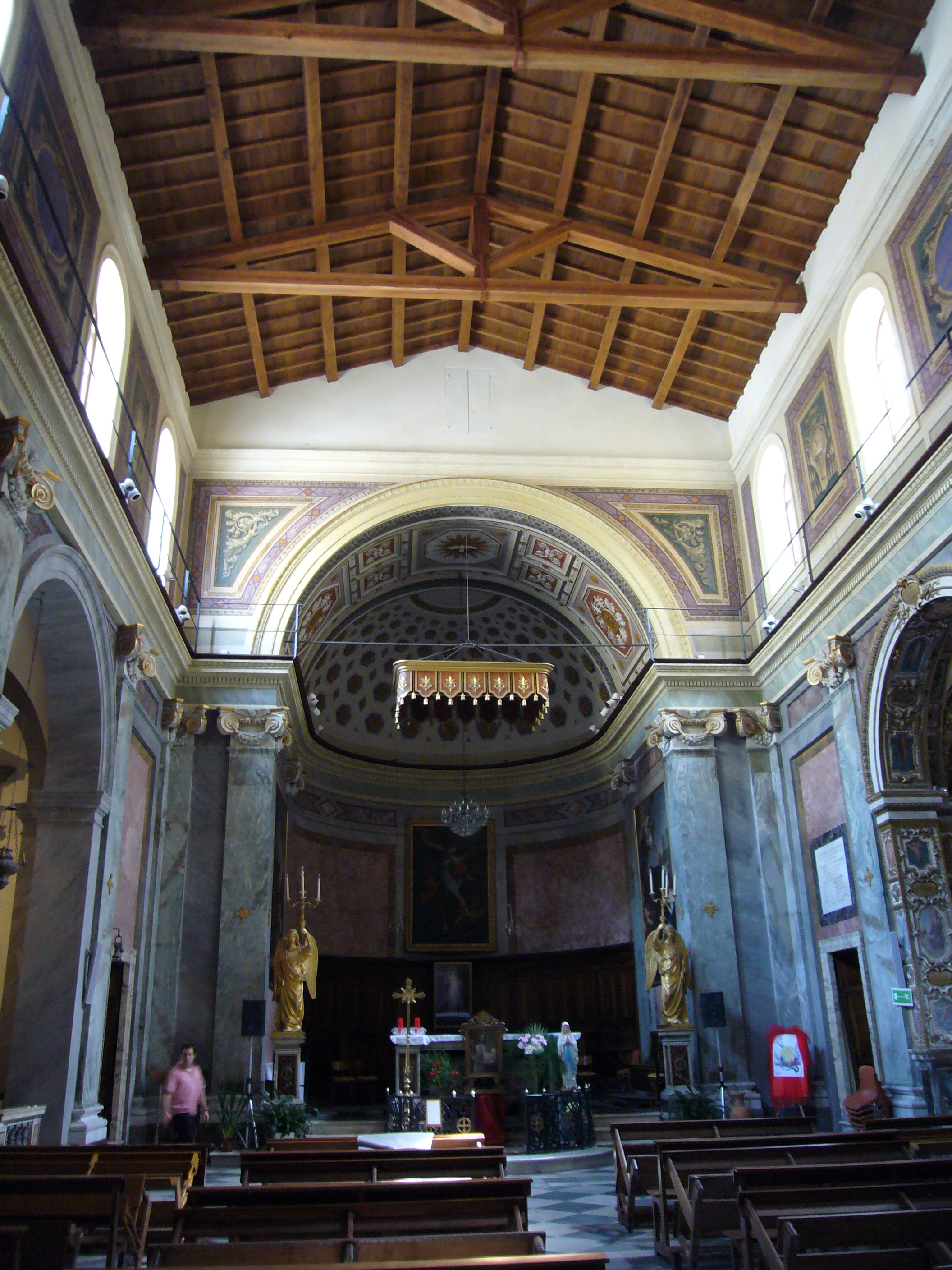
Vista do interior
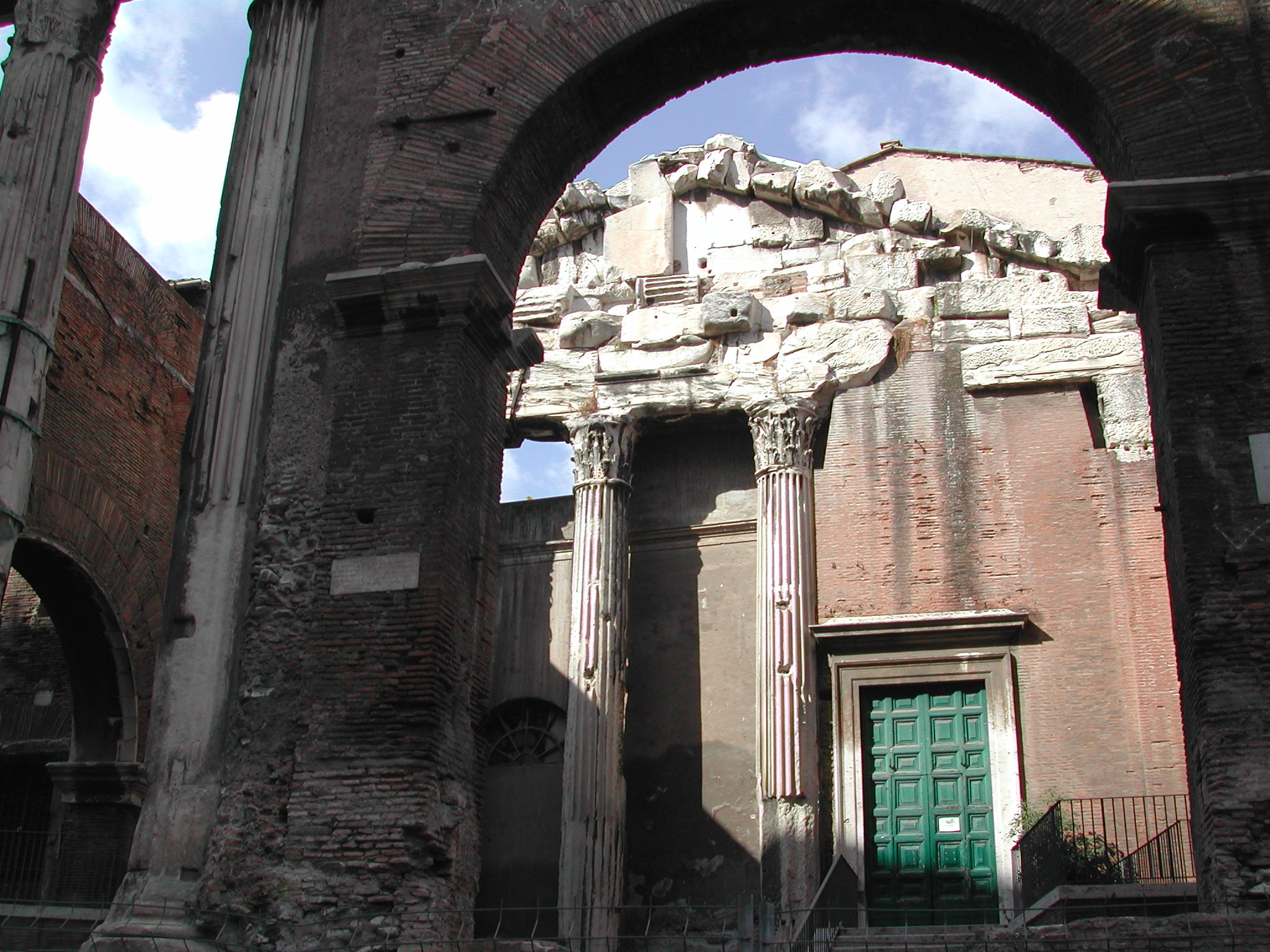
Entrada da igreja, nas ruínas do Pórtico de Otávia
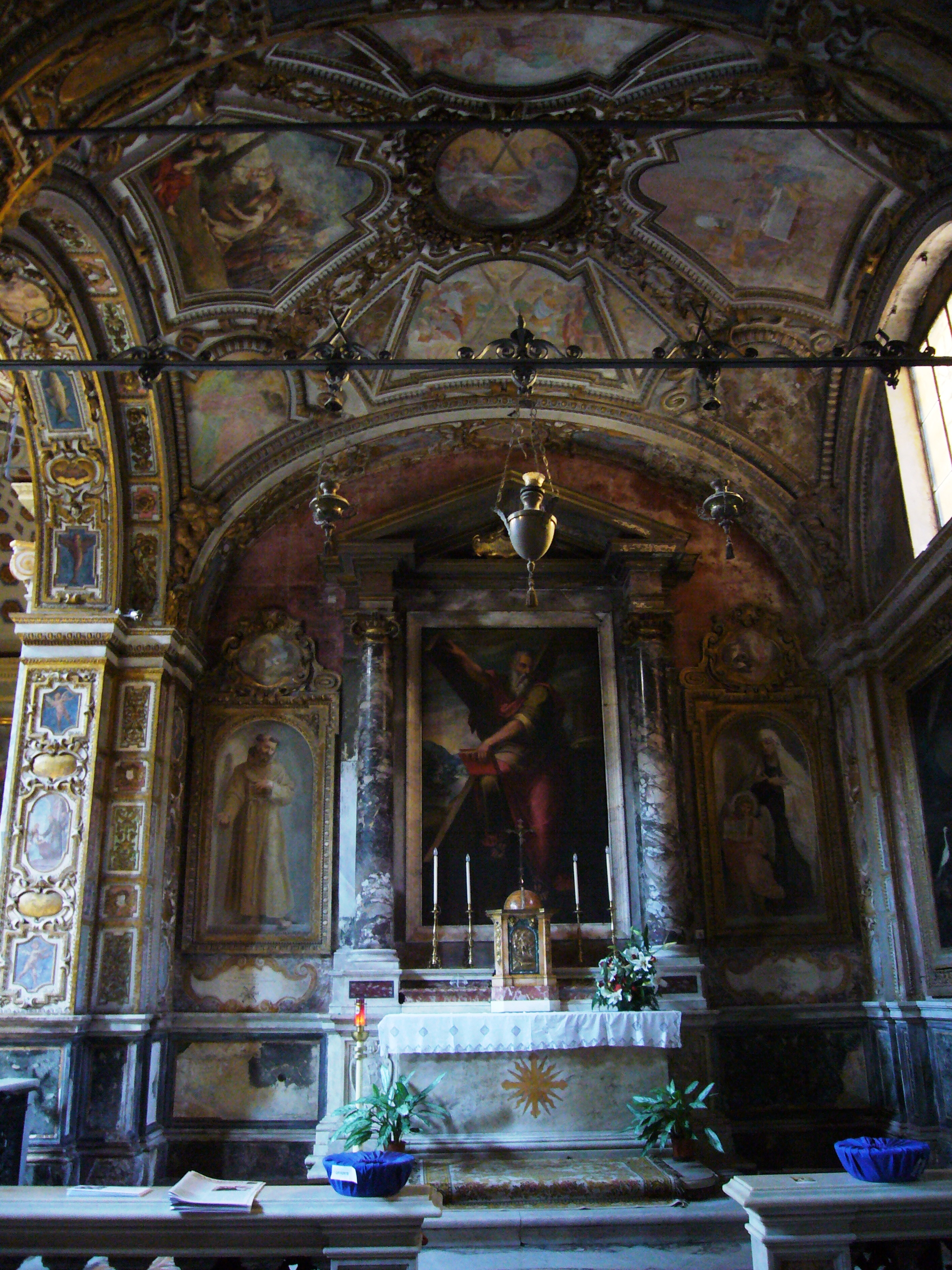
Capela de Santo André
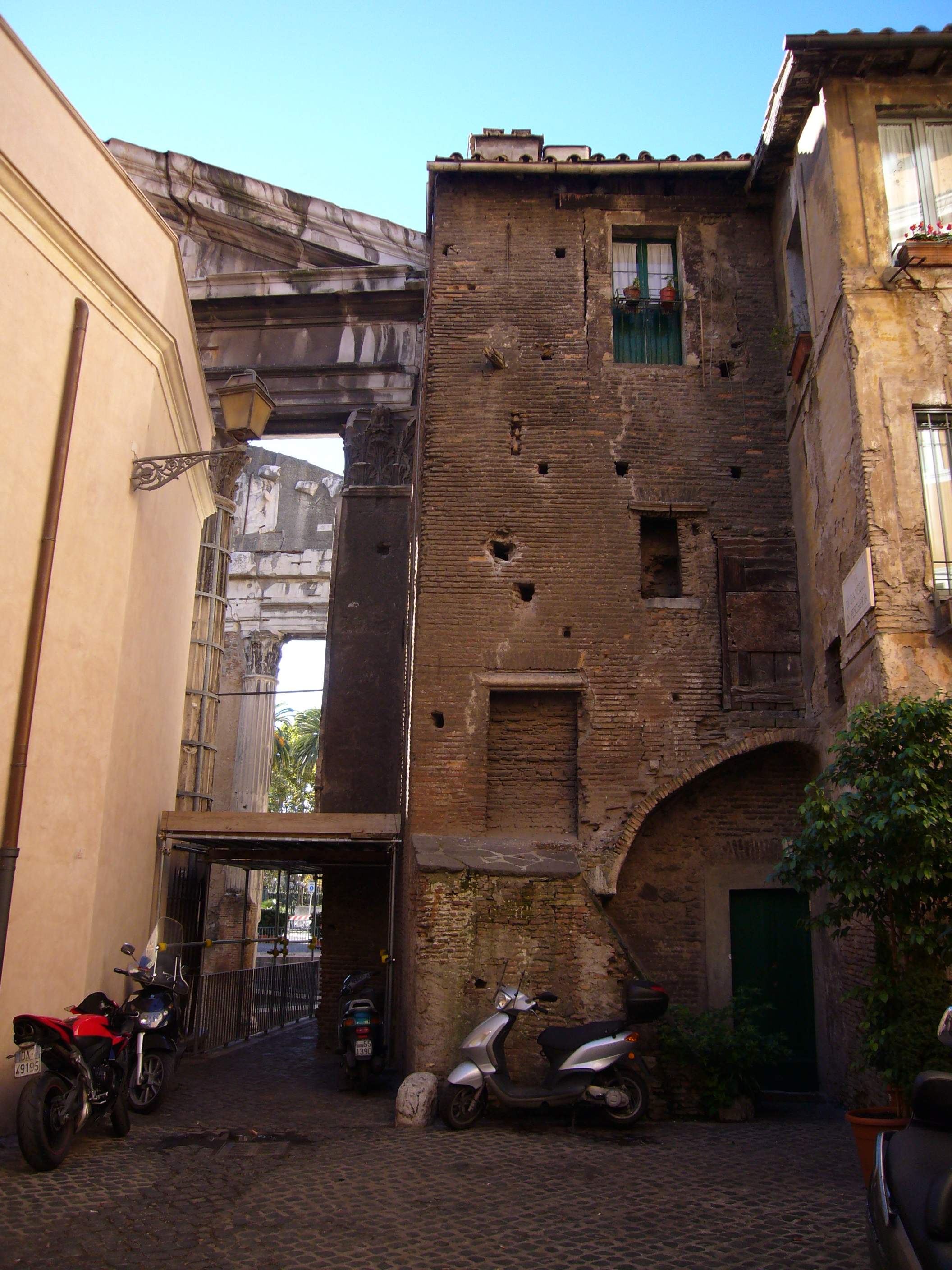
Vista posterior do pórtico, ao lado da Torre dei Grassi